# Patriotas de Lares 2021
Questa voce raccoglie le informazioni riguardanti i Patriotas de Lares nelle competizioni ufficiali della stagione 2021.

## Organigramma societario
Area direttiva
- Presidente: Bill Li

Area tecnica
- Primo allenatore: Eduardo Galarza
- Assistente allenatore: Abner González

## Rosa
| N° | Nome               | Ruolo | Data di nascita   | Nazionalità sportiva |
| -- | ------------------ | ----- | ----------------- | -------------------- |
| 2  | Manuel Blondet     | C     | 22 settembre 1997 | Porto Rico           |
| 3  | Willy Varela       | C     | 12 marzo 1999     | Porto Rico           |
| 4  | Johan León         | S     | 12 maggio 1999    | Porto Rico           |
| 6  | Wilfredo Rivera    | L     | 5 febbraio 1998   | Porto Rico           |
| 7  | Fabio Ríos         | C     | -                 | Porto Rico           |
| 8  | Wilson Aponte      | S     | -                 | Porto Rico           |
| 8  | Alexander Montalvo | S     | -                 | Porto Rico           |
| 9  | Samuel Colón       | S     | 16 ottobre 1999   | Porto Rico           |
| 9  | Nick Ramos         | S     | 19 giugno 1998    | Porto Rico           |
| 10 | Gabriel Colón      | O     | 2 maggio 2000     | Porto Rico           |
| 11 | Francisco Guzmán   | S     | 28 maggio 1996    | Porto Rico           |
| 12 | Luis Ruiz          | P     | 17 maggio 1993    | Porto Rico           |
| 13 | Víctor Vázquez     | P     | 6 novembre 1998   | Porto Rico           |
| 15 | Joseph Cuevas      | O     | 9 maggio 1990     | Porto Rico           |
| 21 | Darryel Maldonado  | L     | 27 settembre 1999 | Porto Rico           |

## Mercato
| Acquisti | Acquisti           | Acquisti             | Acquisti   |
| R.       | Nome               | da                   | Modalità   |
| -------- | ------------------ | -------------------- | ---------- |
| C        | Manuel Blondet     | -                    | definitivo |
| C        | Willy Varela       | UPR Mayagüez         | definitivo |
| S        | Johan León         | -                    | definitivo |
| L        | Wilfredo Rivera    | LA Blaze             | definitivo |
| C        | Fabio Ríos         | Caribbean            | definitivo |
| S        | Wilson Aponte      | Católica             | definitivo |
| S        | Samuel Colón       | ?                    | definitivo |
| O        | Gabriel Colón      | UPR Arecibo          | definitivo |
| S        | Francisco Guzmán   | LA Blaze             | definitivo |
| P        | Luis Ruiz          | LA Blaze             | definitivo |
| P        | Víctor Vázquez     | Ana G. Méndez        | definitivo |
| O        | Joseph Cuevas      | LA Blaze             | definitivo |
| L        | Darryel Maldonado  | UPR Arecibo          | definitivo |
| S        | Nick Ramos         | Chicago Untouchables | definitivo |
| S        | Alexander Montalvo | UPR Carolina         | definitivo |

| Cessioni | Cessioni      | Cessioni           | Cessioni   |
| R.       | Nome          | a                  | Modalità   |
| -------- | ------------- | ------------------ | ---------- |
| S        | Samuel Colón  | -                  | definitivo |
| S        | Johan León    | Indios de Mayagüez | definitivo |
| S        | Wilson Aponte | -                  | definitivo |

## Risultati

### LVSM

#### Regular season
| 1ª giornata - 16 settembre 2021 Coliseo Luis Aymat Cardona, San Sebastián | Caribes de San Sebastián | 3 - 0 | Patriotas de Lares       | 25-23, 25-14, 25-20              |
| 2ª giornata - 18 settembre 2021 Coliseo Félix Méndez Acevedo, Lares       | Patriotas de Lares       | 0 - 3 | Mets de Guaynabo         | 19-25, 19-25, 11-25              |
| 3ª giornata - 24 settembre 2021 Coliseo Gelito Ortega, Naranjito          | Changos de Naranjito     | 3 - 1 | Patriotas de Lares       | 25-18, 19-25, 25-19, 25-22       |
| 4ª giornata - 25 settembre 2021 Coliseo Félix Méndez Acevedo, Lares       | Patriotas de Lares       | 0 - 3 | Indios de Mayagüez       | 19-25, 15-25, 22-25              |
| 5ª giornata - 30 settembre 2021 Coliseo Guillermo Angulo, Carolina        | Gigantes de Carolina     | 3 - 0 | Patriotas de Lares       | 25-18, 25-23, 25-21              |
| 6ª giornata - 2 ottobre 2021 Coliseo Félix Méndez Acevedo, Lares          | Patriotas de Lares       | 2 - 3 | Capitanes de Arecibo     | 18-25, 25-19, 28-26, 16-25, 8-15 |
| 7ª giornata - 7 ottobre 2021 Coliseo Raúl "Pipote" Oliveras, Yauco        | Cafeteros de Yauco       | 3 - 0 | Patriotas de Lares       | 25-16, 25-16, 25-19              |
| 8ª giornata - 10 ottobre 2021 Coliseo Félix Méndez Acevedo, Lares         | Patriotas de Lares       | 1 - 3 | Caribes de San Sebastián | 29-27, 21-25, 16-25, 21-25       |
| 9ª giornata - 15 ottobre 2021 Palacio de Recreación y Deportes, Mayagüez  | Indios de Mayagüez       | 3 - 0 | Patriotas de Lares       | 25-21, 25-19, 25-18              |
| 10ª giornata - 17 ottobre 2021 Coliseo Manuel Iguina, Arecibo             | Capitanes de Arecibo     | 3 - 0 | Patriotas de Lares       | 25-18, 25-14, 25-21              |
| 11ª giornata - 21 ottobre 2021 Coliseo Félix Méndez Acevedo, Lares        | Patriotas de Lares       | 0 - 3 | Gigantes de Carolina     | 19-25, 17-25, 21-25              |
| 12ª giornata - 24 ottobre 2021 Coliseo Félix Méndez Acevedo, Lares        | Patriotas de Lares       | 0 - 3 | Changos de Naranjito     | 19-25, 11-25, 19-25              |
| 13ª giornata - 28 ottobre 2021 Coliseo Mario Morales, Guaynabo            | Mets de Guaynabo         | 3 - 0 | Patriotas de Lares       | 25-18, 25-18, 25-23              |
| 14ª giornata - 30 ottobre 2021 Coliseo Félix Méndez Acevedo, Lares        | Patriotas de Lares       | 1 - 3 | Capitanes de Arecibo     | 18-25, 14-25, 25-22, 21-25       |

## Statistiche

### Statistiche di squadra
| Competizione | Punti | In casa | In casa | In casa | In trasferta | In trasferta | In trasferta | Totale | Totale | Totale |
| Competizione | Punti | G       | V       | P       | G            | V            | P            | G      | V      | P      |
| ------------ | ----- | ------- | ------- | ------- | ------------ | ------------ | ------------ | ------ | ------ | ------ |
| LVSM         | 1     | 7       | 0       | 7       | 7            | 0            | 7            | 14     | 0      | 14     |
| Totale       | -     | 7       | 0       | 7       | 7            | 0            | 7            | 14     | 0      | 14     |

G = partite giocate; V = partite vinte; P = partite perse